# Hangover Music Vol. VI
Albums de Black Label Society
The Blessed Hellride
(2003) Mafia
(2005)
Singles
1. House of Doom
Sortie : 2004

Hangover Music Vol. VI est le cinquième album studio du groupe de heavy metal américain Black Label Society. Il est sorti le 20 avril 2004 sur le label Spitfire Records et a été produit par Zakk Wylde.

## Historique
Cet album fut enregistré dans sa grande majorité dans les studios Amerayacan de North Hollywood en Californie à L'exception du titre No Others qui fut enregistré à Nashville dans les studios Cartee Day.
Il est totalement différent des albums précédents, montrant une face plus douce et calme de la musique de Zakk Wylde un peu dans la veine de son premier album en solo, Book of Shadows. La chanson Layne est un hommage au chanteur d' Alice in Chains, Layne Staley décédé en 2002. Cet album contient une version jouée au piano de la chanson de Procol Harum, A Whiter Shade of Pale.
Cet album entra directement à la 40e place du Billboard 200 américain, se vendant à plus de 24 000 exemplaires la première semaine de sa sortie. Il est le premier album du groupe à se classer en France (# 184) et au Royaume-Uni (# 90).

## Liste des titres
- Tous les titres sont signés par Zakk Wylde sauf indication.

1. Crazy or High - 3:34
2. Queen of Sorrow - 4:15
3. Steppin' Stone - 4:54
4. Yesterday, Today, Tomorrow - 3:43
5. Takillna (Estyabon) - 0:39
6. Won't Find It Here - 6:26
7. She Deserves a Free Ride (Val's Song) - 4:19
8. House of Doom - 3:46
9. Damage Is Done - 5:20
10. Layne - 5:15
11. Woman Don't Cry - 5:39
12. No Other - 4:59
13. A Whiter Shade of Pale (Gary Brooker, Keith Reid, Matthew Fisher) - 5:08
14. Once More - 4:10
15. Fear - 4:38

## Musiciens
- Zakk Wylde: chant, guitares, basse, piano
- Graig Nunenmacher: batterie (sauf titre 14)
- John Tempesta: batterie (titre 14)
- James Lomenzo: basse (titres 3, 4, 6, 8, 11 & 13)
- John DeServio: basse (titres 2, 9, 10 & 14)
- Mike Inez: basse (titre 1)

## Charts
Charts album
| Pays        | Durée du classement | Meilleur classement |
| ----------- | ------------------- | ------------------- |
| États-Unis  | 6 semaines          | 40e                 |
| Finlande    | 1 semaine           | 32 e                |
| France      | 1 semaine           | 184 e               |
| Royaume-Uni | 1 semaines          | 90e                 |

Chart single
| Date | Single        | Chart                  | Durée du classement | Position |
| ---- | ------------- | ---------------------- | ------------------- | -------- |
| 2004 | House of Doom | Mainstream Rock Tracks | 9 semaines          | 33e      |